# Margherita de la Marck-Arenberg
Principessa Margherita de la Marck-Arenberg (Lanaken, 15 febbraio 1527 – Zevenbergen, 18 febbraio 1599) è stata una nobildonna belga, ultima erede della Contea di Arenberg che trasmise prima al marito Giovanni di Ligne e poi al figlio Carlo, principessa del Sacro Romano Impero.

## Biografia

### Infanzia e ascesa
Era la figlia di Roberto II de La Marck-Arenberg, conte de la Marck, signore di Arenberg e Mirwart, e di sua moglie, Walburga van Egmont.
Dopo la morte di Roberto III de la Marck-Arenberg, nel 1544, morto senza eredi, Margherita divenne erede della tenuta. Nel 1559 Cornelius Berghes cedette a Margherita, in quanto sua nipote, la Baronia di Zevenbergen, in Olanda.

### Matrimonio
Sposò, il 18 ottobre 1547, Giovanni di Ligne, figlio di Luigi di Ligne. Ebbero quattro figli.
Nel 1568 presso la battaglia di Heiligerlee suo marito rimase ucciso, perciò Margherita si ritirò al Castello di Arenberg.

### Ruoli a corte
Nel 1570, l'imperatore Massimiliano II la scelse come governante e dama dell'entourage dell'arciduchessa Elisabetta, sua figlia, che doveva sposare Carlo IX di Francia. Questo il re morì, Elisabetta e il suo entourage ritornarono in Austria.
Filippo II, come segno della sua massima considerazione, le mise a disposizione per ciascuna delle sue due figlie diecimila fiorini. Nel 1588, le concesse una pensione di 2 000 fiorini, oltre ad un bonus di 12 000 fiorini. Negli ultimi anni della sua vita, si ritirò a Zevenbergen.
Nel 1571, l'imperatore Massimiliano II ha confermato l'immediatezza imperiale, sull'estrazione mineraria e il diritto di battere moneta.
Durante il suo regno, il Castello di Arenberg è stato ampliato. Una nuova cappella è stata fatta costruita nel 1576. Adottò un sistema provinciale ("Landesordnung"). Ha incoraggiato l'estrazione mineraria e metallurgia.
La contessa era una fervente cattolica ed era coinvolta nella lotta contro la stregoneria. Nel 1576, lei e il figlio Carlo furono creati Principi del Sacro Romano Impero.

### Morte
Morì il 18 febbraio 1599 al Castello di Zevenbergen.

## Discendenza
Margherita d'Arenberg e Giovanni di Ligne ebbero quattro figli:
- Carlo d'Arenberg (22 febbraio 1550-18 gennaio 1616);
- Margherita d'Arenberg (24 febbraio 1552-24 febbraio 1611), sposò Philippe II de Lalaing, ebbero due figlie;
- Antonia Wilhelmina (1 marzo 1557-26 febbraio 1626), sposò Salentin IX di Isenburg-Grenzau, non ebbero figli;
- Roberto d'Arenberg (11 novembre 1564-2 marzo 1614), sposò Claudine Salm-Neuviller, ebbero un figlio.